# Miraces glaber
Miraces glaber es una especie de insecto coleóptero de la familia Chrysomelidae.
Fue descrita por Blake en 1946.